# La Rivière sombre
 (juillet 2025).
Pour plus de détails, voir Fiche technique et Distribution.
La Rivière sombre (Угрюм-река) est un long métrage soviétique en quatre parties produit au studio de cinéma de Sverdlovsk en 1968 par le réalisateur Iaropolk Lapchine. Le film est une adaptation du roman du même nom de Viatcheslav Chichkov . La première diffusion sur la Première chaîne de la Télévision centrale a eu lieu les 15, 19, 20 et 24 avril 1969. Malgré sa longue durée, le film a rencontré un grand succès : avec un tirage de 970 copies, la fréquentation a été de 15,5 millions de spectateurs par épisode .

## Résumé
L'action se déroule entre la fin du XIXe et le début du XXe siècle autour de la famille Gromov. Le grand-père du personnage principal du film, Danila Gromov, a été impliqué dans un vol et est devenu riche grâce à cela. À sa mort, il a remis l'argent à son fils, en lui révélant son origine. Le fils, Piotr Gromov, a investi de l'argent dans les affaires et a élevé son fils Prokhor (le personnage principal du film) pour qu'il soit un digne héritier. Prokhor Gromov s'est avéré être un homme déterminé avec un caractère fort, ce qui l'a conduit au sommet de la richesse et du pouvoir dans une région de Sibérie. Cependant, le mal commis par Danila semble poursuivre la famille à travers les générations. Les malheurs se succèdent dans la famille Gromov. Prokhor, d'abord homme honnête et moral, s'enfonce dans le mal. Incapable de supporter les chocs émotionnels et le travail intense, il finit par devenir fou et se jette d'une falaise dans la rivière.

## Distribution
- Gueorgui Semionovitch Epifantsev : Prokhor Petrovitch Gromov
- Viktor Konstantinovitch Tchekmarev : Piotr Danilytch, le père de Prokhor
- Afanasij Ivanovitch Kotchetkov : le grand-père Danila
- Valentina Kharlampievna Vladimirovna : Maria Kirillovna, la mère de Prokhor
- Lioudmila Tchoursina : Anfissa Petrovna Kozyreva

## Équipe de tournage
- Scénario : Valentin Selivanov, Iaropolk Lapchine
- Réalisateur : Iaropolk Lapchine
- Opérateur de caméra : Vassilij Kirbijekov